# Syców
Syców es un municipio urbano-rural y una localidad del distrito de Oleśnica, en el voivodato de Baja Silesia (Polonia). La localidad está ubicada a unos veintisiete kilómetros al nordeste de Oleśnica, la sede del distrito, y a unos cincuenta y dos al nordeste de Breslavia, la capital del voivodato. En 2011, según la Oficina Central de Estadística polaca, el municipio cubría una superficie de 145,11 km² y tenía una población de 16 523 habitantes, 10 627 en la localidad de Syców y 5896 en el área rural.